# 賴佳微
賴佳微（1982年6月4日—），台灣政治人物，民主進步黨籍，曾任台中市議員。台南應用科技大學視覺傳達設計系畢業，2005年首度代表民進黨參選，即當選市議員。臺中市與臺中縣合併為直轄市後，於2010年當選首屆台中直轄市議員，並於2014、2018年連任，2022年卻在藍綠強棒夾殺之下成為落選頭無緣五連霸。

## 生平
賴佳微出身於臺中市北區，畢業自台南女子技術學院（今台南應用科技大學），其父為前任民進黨籍13屆、14屆台中市議員賴穎鋌。賴佳微曾任民主進步黨台中市黨部評議委員、立法委員尤清辦公室助理等職。2004年中華民國總統陳水扁競選連任時，賴佳微擔任陳水扁臺南市青年後援會會長，2005年以23歲的年紀接替父親出馬競選而當選，成為當屆最年輕的新任市議員，也刷新台灣政治史上擔任公職最年輕的記錄。
2008年5月20日，馬英九總統就職當天，賴佳微夥同民進黨籍台中市議員蕭杰、鄭功進等在台中市議會降半旗，引起爭議。
2009年11月，第四次江陳會談前，賴佳微與民進黨臺中市議員曾發動抗議行動。當月臺中市議會市政總質詢時，賴又製作玩偶送給市長胡志強，調侃自言要當「國民黨烏鴉」的胡市長。。12月，江陳會在台中市舉行，賴佳微與同黨議員採取各種行動，意圖靠近陳雲林下榻的裕元飯店，表達泛綠陣營的抗議立場。又於圓山飯店掛上「陳匪雲林滾蛋」、「Taiwan is Taiwan」（台灣就是台灣）等布條抗議。
2010年11月27日，賴佳微在直轄市暨市議員選舉中當選首屆臺中直轄市議員。2022年臺中市議員選舉，賴佳微落選，而且是落選頭。
2019年4月24日，臺中市議會議事廳發生肢體衝突，賴佳微控告國民黨議員羅廷瑋對她性騷擾；同年臺灣臺中地方檢察署偵查終結，裁定不起訴處分。但賴佳微因此罹患憂鬱症以及PTSD。
2022年，臺中市性騷擾防治委員會裁定，羅廷瑋性騷案不成立。12月24日，賴佳微在臉書發文「只想殺了羅廷瑋」、「對於一個當了四屆民代的人，要殺了羅廷瑋，本就易如反掌」，該文在發出不久後即刪除。
2023年6月6日，羅廷瑋召開記者會，公開「只想殺了羅廷瑋」原文截圖，指控賴佳微對他發出死亡威脅，向臺中地檢署提告。賴佳微情緒崩潰、意圖自盡，送醫後無大礙。事後，賴佳微弟弟指控，羅廷瑋在賴佳微情緒最崩潰的時候，召開記者會再次加深她的精神負擔，讓她受到這麼大量的輿論攻擊。2025年1月臺中地方法院判處賴佳微恐嚇危害安全罪，徒刑4月，可易科罰金約12萬元與上訴。

## 選舉紀錄
| 年度 | 選舉屆數               | 選舉區           | 所屬政黨   | 得票數 | 得票率 | 當選標記 | 備註 |
| ---- | ---------------------- | ---------------- | ---------- | ------ | ------ | -------- | ---- |
| 2005 | 第十六屆臺中市議員選舉 | 臺中市第二選舉區 | 民主進步黨 | 7,139  | 11.27% |          |      |
| 2010 | 第一屆臺中市議員選舉   | 臺中市第九選舉區 | 民主進步黨 | 13,683 | 18.30% |          |      |
| 2014 | 第二屆臺中市議員選舉   | 臺中市第九選舉區 | 民主進步黨 | 18,571 | 24.11% |          |      |
| 2018 | 第三屆臺中市議員選舉   | 臺中市第九選舉區 | 民主進步黨 | 15,263 | 20.48% |          |      |
| 2022 | 第四屆臺中市議員選舉   | 臺中市第九選舉區 | 民主進步黨 | 11,643 | 17.54% |          |      |